# Royal Oak (Michigan)
Royal Oak ist eine Stadt in Oakland County im US-Bundesstaat Michigan. Die Stadt ist ein Vorort von Detroit. Das U.S. Census Bureau hat bei der Volkszählung 2020 eine Einwohnerzahl von 58.211 ermittelt. Die City ist nicht zu verwechseln mit der Royal Oak Charter Township, einer in der Nähe liegenden Siedlung. 

## Geographie
Nach den Angaben des United States Census Bureaus hat die Stadt eine Fläche von 30,6 km², wovon keine nennenswerten Flächen auf Gewässer entfallen. Royal Oaks geographische Koordinaten lauten 42° 29′ N, 83° 9′ W.
Die Nachbarstädte Royal Oaks sind Pleasant Ridge, Ferndale und Hazel Park im Süden, Berkley, Huntington Woods, Southfield und Beverly Hills im Westen, Birmingham, Troy und Clawson im Norden sowie Madison Heights im Osten.
Ursprünglich floss der Red Run durch die Stadt. Er wurde jedoch 1967/1968 in einem 180 cm durchmessenden Kanal verlegt.

## Geschichte
Der Ort wurde 1891 als Village und 1921 als City inkorporiert. Der Name stammt wahrscheinlich von Michigans Gouverneur Lewis Cass, der auf einer Reise 1819 unter einer riesigen Eiche an der Stelle lagerte, wo sich Crooks, Rochester und Main Street kreuzen. Aufgrund der Größe des Baumes bezeichnete Cass den Baum als Royal Oak und spielte damit auf den gleichnamigen Baum an, der Englands König Karl II. Deckung gewährte, als er nach der Schlacht von Worcester vor den Roundheads flüchtete.
Die Bahnstrecke der Detroit and Pontiac Railroad erreichte Royal Oak 1838.
In den 1920er Jahren wurde Charles Coughlin Prediger im Shrine of the Little Flower. Der Ku-Klux-Klan brannte hier 1926 ein Kreuz an. Coughlin nutzte den Zwischenfall dazu, mit der Ausstrahlung von Rundfunksendungen zu beginnen. Die Publicity half ihm auch dabei, Geld für den Ausbau der Kirche zu sammeln. So entstand der Kalksteinbau mit dem Turm, von dem aus er seine Predigten ausstrahlte. Ende der 1930er Jahre wurden Coughlins Sendungen immer kontroverser und schließlich musste er 1939 seine Sendungen einstellen.
Am 14. November 1991 erschoss im Postamt der Stadt der ehemalige Bedienstete des U.S. Postal Service Thomas McIlvane vier Personen und dann sich selbst. Der Amoklauf war nur einer von einer ganzen Kette von Ereignissen, in denen aktuelle oder ehemalige Postmitarbeiter ihre Kollegen angriffen und erschossen. Dies führt schließlich zur Phrase going postal.

## Verkehr

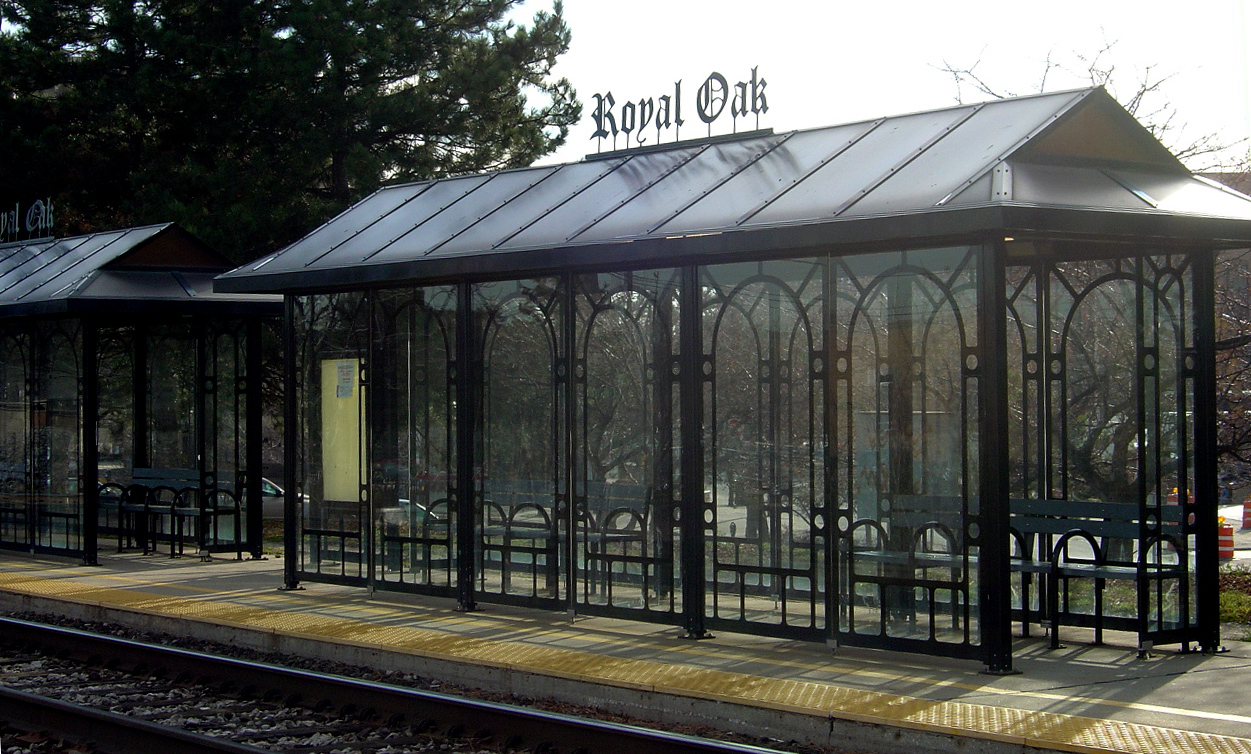
Bahnsteige in Royal Oak

Der Bahnhof Royal Oaks wird von Amtrak bedient. Die Wolverine-Züge halten dreimal täglich in beiden Richtungen und verbinden so Royal Oak mit Pontiac, Michigan und Chicago, Illinois. Der Eisenbahngüterverkehr wird von der Canadian National Railway (CN) betrieben.
Der öffentliche Personennahverkehr (ÖPNV) mit der Eisenbahn wurde einst durch die Grand Trunk Western Railroad (GTW) und später von der Southeastern Michigan Transportation Authority (SEMTA) auf der Strecke zwischen Pontiac und dem Zentrum Detroits bedient, wurde aber am 17. Oktober 1983 eingestellt. Mit Bussen wird der ÖPNV durch die Suburban Mobility Authority for Regional Transportation (SMART) aufrechterhalten.
In der südöstlichen Ecke des Stadtgebietes befindet sich eine Auffahrt zu den Interstate Highways I-75 und I-696. Die Woodward Avenue (Highway M-1) bildet teilweise die westliche Stadtgrenze und kreuzt sich direkt südlich der 13 Mile Road mit dem Coolidge Highway, der in Nord-Süd-Richtung verläuft-

## Demografische Daten
Zum Zeitpunkt des United States Census 2000 bewohnten Royal Oak 60.062 Personen. Die Bevölkerungsdichte betrug 1961,9 Personen pro km². Es gab 29.942 Wohneinheiten, durchschnittlich 978,1 pro km². Die Bevölkerung Royal Oaks bestand zu 94,80 % aus Weißen, 1,54 % Schwarzen oder African American, 0,26 % Native American, 1,56 % Asian, 0,05 % Pacific Islander, 0,38 % gaben an, anderen Rassen anzugehören und 1,40 % nannten zwei oder mehr Rassen. 1,30 % der Bevölkerung erklärten, Hispanos oder Latinos jeglicher Rasse zu sein.
Die Bewohner Royal Oaks verteilten sich auf 28.880 Haushalte, von denen in 20,4 % Kinder unter 18 Jahren lebten. 39,9 % der Haushalte stellten Verheiratete, 7,5 % hatten einen weiblichen Haushaltsvorstand ohne Ehemann und 50,0 % bildeten keine Familien. 40,8 % der Haushalte bestanden aus Einzelpersonen und in 11,6 % aller Haushalte lebte jemand im Alter von 65 Jahren oder mehr alleine. Die durchschnittliche Haushaltsgröße betrug 2,06 und die durchschnittliche Familiengröße 2,86 Personen.
Die Bevölkerung verteilte sich auf 17,8 % Minderjährige, 7,5 % 18–24-Jährige, 38,8 % 25–44-Jährige, 21,0 % 45–64-Jährige und 14,9 % im Alter von 65 Jahren oder mehr. Das Durchschnittsalter betrug 37 Jahre. Auf jeweils 100 Frauen entfielen 95,3 Männer. Bei den über 18-Jährigen entfielen auf 100 Frauen 92,6 Männer.
Das mittlere Haushaltseinkommen in Royal Oak betrug 52.252 US-Dollar und das mittlere Familieneinkommen erreichte die Höhe von 68.109 US-Dollar. Das Durchschnittseinkommen der Männer betrug 50.562 US-Dollar, gegenüber 36.392 US-Dollar bei den Frauen. Das Pro-Kopf-Einkommen belief sich auf 30.990 US-Dollar. 4,3 % der Bevölkerung und 2,0 % der Familien hatten ein Einkommen unterhalb der Armutsgrenze, davon waren 3,4 % der Minderjährigen und 5,5 % der Altersgruppe 65 Jahre und mehr betroffen.

## Schulen
Im Jahr 2006 wurden die beiden öffentlichen Highschools der Stadt zur Royal Oak High School zusammengelegt, 2007 wurde dieser Schritt auch für die Middle Schools vollzogen. Die Zahl der Elementary Schools wurde auf sechs reduziert. Zwei der geschlossenen Schulen wurden gegen den Widerstand der Eltern im Herbst 2007 abgerissen.

## Verwaltung
Royal Oak wird durch einen Stadtdirektor regiert. Dieser wird vom Stadtrat ernannt, der aus dem Bürgermeister und sechs Stadträten gebildet wird und erledigt das Tagesgeschäft.

## Söhne und Töchter der Stadt
- Christopher George (1931–1983), Schauspieler
- Bruce Campbell (* 1958), Schauspieler, Filmproduzent und Schriftsteller
- John Lindberg (* 1959), Jazzbassist und -komponist
- Sam Raimi (* 1959), Regisseur, Filmproduzent und Drehbuchautor
- Paul Feig (* 1962), Schauspieler, Drehbuchautor, Regisseur, Produzent und Autor
- Scott Bullock (* 1963), römisch-katholischer Geistlicher, Bischof von Rapid City
- Jon Husted (* 1967), Politiker
- Mark Beaufait (* 1970), Eishockeyspieler
- Dean Fertita (* 1970), Rockmusiker und Multiinstrumentalist
- Alex Foster (* 1984), Eishockeyspieler
- Lauren Lopez (* 1986), Schauspielerin
- Meryl Davis (* 1987), Eiskunstläuferin
- Thomas John T.J. Lang (* 1987), American-Football-Spieler
- Mark Mitera (* 1987), Eishockeyspieler
- Charlie White (* 1987), Eiskunstläufer
- Zack Pearlman (* 1988), Schauspieler